# آوگوست لسکین
آوگوست لسکین (آلمانی: August Leskien؛ ۸ ژوئیهٔ ۱۸۴۰ – ۲۰ سپتامبر ۱۹۱۶) زبان‌شناس اهل آلمان بود.